# Srednjedalmatinski otoci i Pelješac
Srednjedalmatinski otoci i Pelješac este o arie protejată (arie de protecție specială avifaunistică — SPA) din Croația întinsă pe o suprafață de 82.582,16 ha, integral pe uscat.

## Localizare
Centrul sitului Srednjedalmatinski otoci i Pelješac este situat la coordonatele 42°58′59″N 17°15′40″E / 42.983°N 17.261°E.

## Înființare
Situl Srednjedalmatinski otoci i Pelješac a fost declarat arie de protecție specială avifaunistică în iulie 2013 pentru a proteja 20 de specii de animale.

## Biodiversitate
Situată în ecoregiunile marină mediteraneană și mediteraneană, aria protejată nu include niciun habitat protejat.
La baza desemnării sitului se află mai multe specii protejate de  păsări (20): potârnichea de stâncă (Alectoris graeca), fâsă-de-câmp (Anthus campestris), acvilă de munte (Aquila chrysaetos), buha (Bubo bubo), caprimulg (Caprimulgus europaeus), șerpar (Circaetus gallicus), erete vânăt (Circus cyaneus), șoim de iarnă (Falco columbarius), șoim călător (Falco peregrinus), cufundar polar (Gavia arctica), cufundar mic (Gavia stellata), cocor (Grus grus), Hippolais olivetorum, sfrâncioc roșiatic (Lanius collurio), Larus audouinii, ciocârlie de pădure (Lullula arborea), viespar (Pernis apivorus), Phalacrocorax aristotelis desmarestii, chiră de baltă (Sterna hirundo), chiră de mare (Sterna sandvicensis).